# Feuchtgebiet südöstlich von Niedergrunstedt
Auf der Liste der geschützten Landschaftsbestandteile in Weimar ist das Feuchtgebiet südöstlich von Niedergrunstedt verzeichnet. Es hat die Fläche von 19,65 Hektar.
Das Landschaftsschutzgebiet „Feuchtgebiet südöstlich von Niedergrunstedt“, so seine amtliche Bezeichnung, liegt mitten in einem intensiv genutzten Ackerbaugebiet. Es ist von Grünland frischer Standorte geprägt, auf dem sich einige Stillgewässer, Quellaustritte des Kirschbachs und verschiedene Gehölzstrukturen befinden. Das Niedergrunstedter Feuchtgebiet ist das einzige Quellgebiet im Südwesten von Weimar, das in seinen Grundstrukturen intakt geblieben ist.
Der ehemalige Wasserspeicher bzw. der kleine Stausee ist in der sonst an Gewässern armen Ackerlandschaft besonders attraktiv für Wasservögel, Amphibien und Libellen. Die Wiesenflächen bieten Lebensraum für zahlreiche Insekten und vereinzelt auch für Wiesenbrüter. Durch Entwässerungsmaßnahmen und das Absinken des Grundwasserspiegels sind typische Pflanzenarten der Feuchtwiesen wie die Trollblume (Trollius europaeus) verschwunden, andere Arten sind im Bestand stark zurückgegangen.
Im Schutzgebiet wurden 164 Arten an höheren Pflanzen erfasst. An Wirbeltieren konnten bislang 3 Säugetier-, 76 Vogel-, 1 Reptilien- und 6 Amphibienarten nachgewiesen werden, an wirbellosen Tierarten 27 Libellen-, 44 Hautflügler-, 18 Schmetterlings- und 8 Heuschreckenarten. Die Artengruppen der Vögel, Amphibien, Libellen und Hautflügler werden näher betrachtet. Hinweise zur Pflege des Schutzgebietes ergänzen die Ausführungen. Die Ausweisung als Landschaftsschutzgebiet erfolgte 2000.